# Taha Balcı
Taha Balcı (* 10. November 1988 in Trabzon) ist ein türkischer Fußballspieler.

## Karriere
Balcı begann 1999 in der Jugend von Trabzon Yıldızspor mit dem Vereinsfußball und wechselte 2008 als Profispieler zum damaligen Drittligisten Akçaabat Sebatspor. Während er in der ersten Saison nur sporadisch eingesetzt wurde, etablierte er sich in der zweiten Saison. Zum Frühjahr 2011 wechselte er innerhalb der Provinz Trabzon zu 1461 Trabzon. Hier spielte er ein Jahr lang und wurde anschließend für die Rückrunde 2011/12 an den Drittligisten Kahramanmaraşspor ausgeliehen. Mit diesem Verein feierte er die Meisterschaft der TFF 3. Lig und damit den Aufstieg in die TFF 2. Lig. Zum Saisonende wechselte er dann samt Ablöse zu Kahramanmaraşspor. Zum Saisonende wurde er mit diesem Verein Meister der TFF 2. Lig und stieg damit in die TFF 1. Lig. Mit 14 Ligatoren war Balcı der erfolgreichste Torschütze seiner Mannschaft.
Trotz der erfolgreichen Zeit in Kahramanmaraş wechselte Balcı zum Sommer 2013 zu seinem alten Verein 1461 Trabzon. Da er bei seinen neuen Klub hinter den Erwartungen blieb, wechselte er zur nächsten Winterpause zum Drittligisten Altınordu Izmir. Mit diesem Klub erreichte er zwei Tage vor Saisonende die Drittligameisterschaft und damit den Aufstieg in die TFF 1. Lig.
Im Sommer 2015 verließ Balcı Altınordu und wechselte zum Stadt- und Ligarivalen Karşıyaka SK. Eine halbe Saison später heuerte er beim Drittligisten Tokatspor an.

## Erfolge
Mit Kahramanmaraşspor
- Playoffsieger der TFF 3. Lig und Aufstieg in die TFF 2. Lig: 2011/12
- Meister der TFF 2. Lig und Aufstieg in die TFF 1. Lig: 2012/13

Mit Altınordu Izmir
- Meister der TFF 2. Lig und Aufstieg in die TFF 1. Lig: 2013/14